# TOPPERS/ASPカーネル
TOPPERS/ASPカーネル (TOPPERS/Advanced Standard Profile Kernel) は、TOPPERSプロジェクトにより開発されている、μITRON4.0仕様のスタンダードプロファイルを拡張した、オープンソースのリアルタイムオペレーティングシステムである。
ASPカーネルは、TOPPERS標準割り込みモデルに準拠しており、今後TOPPERSプロジェクトから公開予定のカーネル（FMPなど）のベースとなっている。

## 既存仕様との関係
TOPPERS/ASPカーネルはμITRON4.0仕様に強い影響を受けており、互換性も考慮されてはいるが細部でμITRON4.0仕様と異なるため、別仕様であると考えるべきである。
μITRON仕様の発展形という点で、T-Kernel仕様とは立ち位置が類似している。しかし、T-Kernel仕様はμITRON3.0仕様をベースとして一部μITRON4.0仕様の機能を含む。そのため、TOPPERS/ASPカーネル（およびその派生拡張カーネル）とT-Kernelとの間の互換性は必ずしも高くはない。
静的コンフィギュレーションを用いるという点でOSEK/VDX仕様との類似は指摘できる。TOPPERS/ASPカーネルで刷新されたコンフィギュレータには、OSEK/VDX仕様におけるシステムジェネレータの影響が見て取れる。また、タスク優先度と割込み優先度マスクが統合されている点も、OSEK/VDX仕様と類似している。ITRONの自動車用プロファイルがOSEK/VDXに基づいていることと、最小セットプロファイルがOSEK/VDXのBCC(Basic conformance class)1と同等である。ASPの拡張と、OSEK/VDXからAUTOSARへの拡張方向は、後者がアプリ開発者がOSを知らなくてもアプリが書けるようにというのとは異なる。

## 独自拡張機能
- 割り込み管理機能（ターゲットによる）

dis_int
ena_int
chg_ipm
get_ipm
- CPU例外発生時のシステム状態参照機能

xsns_dpn
xsns_xpn
- 性能評価用システム時刻参照機能

xget_utm
- 終了処理ルーチン機能

ATT_TER
- カーネル動作状態参照機能

sns_ker

## 主なターゲット
- M68040
- SuperH
- H8
- ARM
- MicroBlaze
- Nios II
- M32R
- M16C
- M32C
- R32C
- CFV2
- Cortex-M3
- Skyeye
- Mac OS X